# 古森善五郎
古森 善五郎（こもり ぜんごろう、1901年 - 1959年）は、日本の外科学者、ドイツ陸軍の軍人（軍医）。玄洋社社員。

## 経歴
福岡県に生まれる。1920年福岡県立中学修猷館、1923年第五高等学校理科乙類を経て、1927年、九州帝国大学医学部を卒業する。
卒業後、九大医学部の後藤七郎教授の第二外科に入り、1932年医学博士となり、1933年第二外科講師となる。1932年には、当時中国公使であった重光葵が上海で爆傷を負い、古森は後藤教授とともに上海に急行して大腿切断の重光の治療に当たり、九州帝国大学まで搬送して全快まで治療を行った。1934年12月、九州医学専門学校（現・久留米大学医学部）教授に就任する。
1941年3月、フンボルト財団給費生としてドイツに留学し、内臓外科の研究を行う傍ら日本大使館附医官となる。その後、独ソ戦が勃発すると、外傷外科研究のため、ドイツ陸軍軍医少佐として東部戦線に従軍した。
ドイツの敗色が濃くなると、1945年4月14日、駐ドイツ大使であった大島浩らと共に、ベルリンからザルツブルクの南方70kmにある、大使館関係者の避難先に指定されていたバート・ガスタインに避難したが、同年5月11日に同地が米軍に占領されたため、米軍に連行され、米国を経由して同年12月6日に帰国する。
1946年2月、九州医学専門学校が改称した九州高等医学専門学校の教授に復職し、1952年4月、糖尿病のため、九州高等医学専門学校の後身である久留米大学医学部を退職。その後、福岡市内で病院を開業している。

## エピソード
- ドイツ軍はドイツ軍服姿の古森達日本人をプロパガンダとして撮影したが、当時日本とソ連は日ソ中立条約を締結していたため公表されることは無かった。2012年、ドイツ空軍兵士の個人アルバムから「1942年、ソ連のクラスノダールで見かけた珍しい日本人義勇兵達」と裏にメモ書きされた写真[5]が複数発見され、その中の1枚に古森の姿が写っていた[6]。

## 著書
- 『パンピング療法』 富士書院、1951年[1]

## 家族
- 父・古森善太郎
- 母・ウシノ ‐ 福岡・花田半吉の四女
- 妻・ミサヲ（1903年生） ‐ 玄洋社7代目社長・月成勲の三女。母方祖父に郡保宗。母方叔母の夫に明石元二郎
- 長男・古森徹哉（1929年生）